# エシュ＝シュル＝アルゼット
エシュ＝シュル＝アルゼット （フランス語:Esch-sur-Alzette、ルクセンブルク語:Esch-Uelzecht、ドイツ語:Esch-an-der-Alzette または Esch-an-der-Alzig）は、ルクセンブルクの、市資格を持つコミューン。ルクセンブルク南西部に位置する、人口も人口密度も国内第2のコミューンである。北東約15kmには首都ルクセンブルク市がある。フランスと国境を接している。
アルゼット川谷の中にある。単にエシュと呼ばれることが多いが、北にあるエシュ＝シュル＝シュールと区別するために、この名で呼ばれる。

## 歴史
1128年4月12日に出された、ローマ教皇ホノリウス2世の教書において、アシュ（Asch）という地名が初めて登場した。これがのちのエシュ＝シュル＝アルゼットの前身である。1328年5月16日、ボヘミア王及びルクセンブルク伯ヨハン・フォン・ルクセンブルクが、エシュを自由都市に制定した。
その後、数多くの侵攻や大火に見舞われた。1677年、ルイ14世によってエシュの防衛設備が破壊された。フランス革命中には、エシュは単なる村となった。1841年10月12日、大公の法令でエシュ郡の郡庁所在地にされたことで、エシュは灰から復活を果たした。
19世紀には鉄鋼産業が栄え、鉄のメトロポール（Métropole du Fer）と称された。この世紀の半ば、エシュで採鉱開発が弱々しくも始まった。この採鉱開発が、今日のエシュの揺りかごとなった。
1906年5月29日、ルクセンブルク大公ギヨーム4世がエシュ＝シュル＝アルゼットへ、2度目の都市制定を行った。
第一次世界大戦の間、市はドイツ皇太子ヴィルヘルムが統括する行政区となり、巨大な軍病院が移された。この間、工場は操業停止であった。
1940年5月11日、ナチス・ドイツの侵攻に直面し、住民はフランスの指示で都市から逃亡した。占領軍が1944年9月10日に姿を消すまで、住民は待たねばならなかった。
市の位置のために2度の世界大戦に見舞われ、1970年代には不可抗力であったが鉄鋼産業の進行する衰退の渦中にあった。
2006年、エシュ＝シュル＝アルゼットは、都市制定100周年を祝った。
現在、市鉄鋼産業有数の雇用主の一つは、アルセロール・ミッタルである。

## 交通
高速道路A4が通る。市内にはルクセンブルク国鉄の駅が3つある。

## スポーツ
ツール・ド・フランス2006では第2ステージ、第3ステージが行われた。
- CSフォラ・エシュ - サッカークラブ
- ASラ・ジュネシュ・デシュ - サッカークラブ

## 出身著名人
- ルイス・ピロット - 元サッカー選手

## 姉妹都市
- en:Bethnal Green、イギリス
- コインブラ、ポルトガル
- ケルン、ドイツ
- リエージュ、ベルギー
- リール (フランス)、フランス
- de:Mödling、オーストリア
- オッフェンバッハ・アム・マイン、ドイツ
- ピュトー、フランス
- ロッテルダム、オランダ
- サン＝ジル (ブリュッセル)、ベルギー
- トリノ、イタリア
- ヴェッレトリ、イタリア
- ゼムン、セルビア